# Findia
Findia is een geslacht van hooiwagens uit de familie Assamiidae.
De wetenschappelijke naam Findia is voor het eerst geldig gepubliceerd door Roewer in 1915. 

## Soorten
Findia is monotypisch en omvat slechts de volgende soort:
- Findia atrolutea